# Рич, Вера
Вера Рич (англ. Vira Rich) — английская поэтесса, переводчица украинской и белорусской литературы на английский язык.

## Биография
Фейт-Элизабет-Джоан Рич (англ. Faith Elizabeth Joan Rich) родилась 24 апреля 1936 в Лондоне в английской семье.
Окончила Лондонский и Оксфордский (1958) университеты. Изучала древнеанглийский и древнескандинавский языки. Во время учёбы посещала курсы украинского языка, увлеклась творчеством Т. Шевченко, начала переводить произведения украинских писателей, дебютировала как переводчик «Пролога» из поэмы И. Франко «Моисей».
С 1953 года бывала на католических службах восточного обряда в Петропавловской каплице. Священник Чеслав Сипович познакомил её с белорусской поэзией.
Сотрудничала в научно-популярных журналах «Nature» и «New Scientist». Была главным редактором основанного ей поэтического журнала «Manifold. Magazine of New Poetry», секретарем Англо-Украинского Общества в Лондоне, членом Союза белорусов Великобритании, Международной ассоциации белорусистов. Читала лекции по славянским литературам в Бирмингемском университете.
Умерла 20 декабря 2009 в Лондоне. Похоронена согласно завещанию в Каневе возле могилы Тараса Шевченко.

## Творчество
Автор сборника оригинальных стихотворений, в том числе на украинскую и белорусскую темы «Outlines» (1960), сборника «Portents and Images» (1964).
В 1961 году вышел сборник её переводов из Т. Шевченко «Song out of Darkness» («Кобзарь» переведен полностью). До самой смерти Вера Рич работала над переводами украинской литературы: Ивана Франко, Леси Украинки, Николая Зерова, Павла Филиповича, Павла Тычины, Василия Стуса, Василия Симоненко, Лины Костенко и других выдающихся украинских писателей. Автор около сотни статей об украинской литературе в англоязычных журналах.
Известно, что над переводами некоторых произведений Т. Шевченко она работала в течение 20 лет.
В 1971 г. в Лондоне при поддержке ЮНЕСКО увидел свет сборник белорусской поэзии «Like Water, Like Fire» («Словно огонь, словно вода»), включавший творения 41 автора. В 1982 г. в Лондоне при поддержке Союза белорусов Великобритании и Англо-Белорусского Общества издан двуязычный сборник «The Images Swarm Free» («Снуецца зданяў рой»): стихотворения М. Богдановича, А. Гаруна, З. Бядули, предисловие Арнольда Макмиллина. Перевела поэму «Тарас на Парнасе», все сонеты Янки Купалы. Ей удалось точно воссоздать содержание и форму оригиналов. «The Journal of Byelorussian Studies» и «Запісы БІНіМ» помещали её альбарутенистические статьи, в том числе о белорусских элементах в скандинавских сагах.
Также переводила со старославянского, старонорвежского, польского, русского языков.

## Награды
В 1997 году Национальный союз писателей Украины наградил Веру Рич высокой переводческой наградой — премией имени Ивана Франко. Премия была вручена за весомый вклад в популяризацию украинской литературы и культуры в англоязычном мире.
Осенью 2005 года Веру Рич удостоили почетного звания члена Научного общества имени Тараса Шевченко.
В 2006 году она была награждена орденом Княгини Ольги.

## Память
Учитывая весомый вклад Веры Рич в популяризацию украинской культуры (в частности, творчества Тараса Шевченко) за рубежом и её собственное желание быть погребенной на украинской земле у могилы Шевченко в Каневе, решено похоронить прах Веры Рич на каневской земле рядом с могилой Тараса Шевченко. Прах вмонтирован в памятник, который 15 апреля 2011 года был установлен на «казацком» каневском кладбище Монастырок.
На Украине о Вере Рич диссертации писали Роксолана Зоривчак, Дмитрий Дроздовский, С. Гальченко, М. Кочур, Г. Косов, В. Радчук и др. В Шевченковском Музее в Каневе в экспозиции переводов на языках мира есть и англоязычные, подготовленные Верой Рич.